# Migliaccio (gastronomia della Romagna)
Il migliaccio (in romagnolo miazz o burléng) è un dolce tipico della Romagna, oggi non più in uso nella ricetta originaria, che conteneva tradizionalmente sangue suino assieme a zucchero, pinoli, uvette, con aroma di vaniglia. Ne risulta una torta dello spessore di circa 20 mm.

## Descrizione
Si presenta come una specie di budino scuro e denso, inserito all'interno di un involucro di pasta molto sottile. Gli ingredienti principali del ripieno sono sangue di maiale (che al momento della raccolta viene rimestato a lungo per impedirne la coagulazione), zucchero, mandorle, pangrattato, canditi, burro, cioccolato e aromi. Dagli anni Ottanta del Novecento non è più prodotto poiché il sangue di maiale per uso alimentare è caduto in disuso. Una ricetta completa è riportata nel libro di Pellegrino Artusi La scienza in cucina e l'arte di mangiar bene.
Con la denominazione Migliaccio di Romagna è riconosciuto PAT.
In Toscana il termine indica dolci differenti, alcuni dei quali usano il sangue di maiale (migliaccio pistoiese), altri che non lo contengono (migliaccio toscano); a Firenze il termine indica il castagnaccio; a Napoli il migliaccio è una torta a base di semolino, ricotta e uova.